# 왕쩌진
왕쩌진(중국어: 王泽锦, 병음: Wang Zejin, 한자음: 왕택금, 1999년 2월 8일 ~ )은 중화인민공화국의 바둑 기사이다. 푸젠성 취안저우시 출신으로 중국기원 소속의 6단이다. 오청원배중국바둑신예쟁패전과 글로비스배에서 준우승을 했다.

## 경력
허난성 자오쭤시에서 태어나 2005년에 바둑을 처음 시작했다. 이후 베이징 바둑 도장에서 공부했다. 2012년 프로바둑에 입단하여 최연소 프로 기사가 되었다. 2013년 세계청소년바둑선수권대회 청년조에서 우승을 했고 2단으로 승단했다. 2014년 건교배 신인왕전에서 8강에 진출했고 3단으로 승단했다. 2015년 중국위기천원전 8강과 제2회 몽백합배 세계 바둑 오픈전 16강, 이민배 세계바둑신예최강전 8강에 각각 진출했고 4단으로 승단했다. 2016년 5단이 되었고, 2017년 오청원배중국바둑신예쟁패전에서 준우승을 차지했다. 2018년 6단으로 승단했고, 2019년 글로비스배에서 준우승을 했다.